# Juxtaposition
Juxtaposition (Vrij vertaald: "Het naast elkaar plaatsen") is het derde studioalbum met een samenwerking tussen John Kerr en Ron Boots. Het album verscheen ter viering van hun album Offshore islands dat vijentwintig jaar eerder verscheen. John Kerr is een Brits synthesizerbespeler die sinds de jaren tachtig in Nederland woont, maar al veertien jaar niets van zich had laten horen. Ron Boots wordt gezien als een Nederlands specialist op het gebied van elektronische muziek. Hij wordt ook wel aangeduid als Dutch School, als (schijnbare) tegenstelling tot de Berlijnse School voor elektronische muziek. 
Het album werd opgenomen in de Dreamscape geluidsstudio van Boots en de privéstudio van Kerr in Amsterdam.

## Musici
- John Kerr, Ron Boots – synthesizers, elektronica
- John Dyson, Jeffrey Haster – idem op Sentimental values and industrial feelings

## Muziek
| Nr. | Titel                                            | Duur  |
| --- | ------------------------------------------------ | ----- |
| 1.  | Juxtaposition                                    | 30:21 |
| 2.  | There’s magic all around us                      | 5:53  |
| 3.  | Retrospective futures                            | 6:01  |
| 4.  | Assymetry                                        | 9:10  |
| 5.  | Sentimental values and industrial feelings       | 15:54 |
| 6.  | And the room was filled with a deafening silence | 8:09  |
| 7.  | The final juxtaposition                          | 3:32  |